# لوثر ريد
لوثر ريد (بالإنجليزية: Luther Reed)‏ هو كاتب سيناريو ومخرج أمريكي، ولد في 14 يوليو 1888 في برلين في الولايات المتحدة، وتوفي في 15 يونيو 1961 في نيويورك في الولايات المتحدة.

## وصلات خارجية
- لوثر ريد على موقع IMDb (الإنجليزية)
- لوثر ريد على موقع أول موفي (الإنجليزية)
- لوثر ريد على موقع قاعدة بيانات الأفلام السويدية (السويدية)
- لوثر ريد على موقع قاعدة بيانات الفيلم (الإنجليزية)
- لوثر ريد على موقع كينوبويسك (الروسية)